# Bulgaria ai XXIV Giochi olimpici invernali
La Bulgaria ha partecipato ai XXIV Giochi olimpici invernali, che si sono svolti dal 4 al 20 febbraio 2022 a Pechino in Cina, con una delegazione composta da 16 atleti. La biatleta Maria Zdravkova e lo snowboarder Radoslav Jankov saranno coportabandiera nella cerimonia d'apertura.

## Delegazione
| Sport                 | Uomini | Donne | Totale |
| --------------------- | ------ | ----- | ------ |
| Biathlon              | 4      | 4     | 8      |
| Pattinaggio di figura | 0      | 1     | 1      |
| Salto con gli sci     | 1      | 0     | 1      |
| Sci alpino            | 2      | 1     | 3      |
| Sci di fondo          | 1      | 0     | 1      |
| Slittino              | 1      | 0     | 1      |
| Snowboard             | 1      | 0     | 1      |
| Totale                | 10     | 6     | 16     |

## Biathlon

### Uomini
| Evento                                                       | Atleta               | Penalità    | Tempo d'arrivo | Posizione |
| ------------------------------------------------------------ | -------------------- | ----------- | -------------- | --------- |
| Dimitar Gerdzhikov                                           | 10 km sprint         | 2 (1+1)     | 26'56"5        | 63º       |
| Vladimir Iliev                                               | 10 km sprint         | 2 (0+2)     | 25'52"2        | 31º       |
| Anton Sinapov                                                | 10 km sprint         | 2 (0+2)     | 26'45"4        | 56º       |
| Blagoy Todev                                                 | 10 km sprint         | 1 (0+1)     | 26'39"2        | 52º       |
| Vladimir Iliev                                               | 12,5 km inseguimento | 7 (2+2+2+1) | 43'41"3        | 25º       |
| Anton Sinapov                                                | 12,5 km inseguimento | 7 (2+0+3+2) | 47'08"3        | 55º       |
| Blagoy Todev                                                 | 12,5 km inseguimento | 6 (1+3+1+1) | 47'05"0        | 53º       |
| Dimitar Gerdzhikov                                           | 20 km individuale    | 2 (1+0+1+0) | 53'54"2        | 41º       |
| Vladimir Iliev                                               | 20 km individuale    | 5 (2+1+1+1) | 55'37"5        | 61º       |
| Anton Sinapov                                                | 20 km individuale    | 6 (2+1+1+2) | 58'47"6        | 85º       |
| Dimitar Gerdzhikov Vladimir Iliev Anton Sinapov Blagoy Todev | Staffetta 4x7,5 km   | 13 (2+11)   | 1h27'05"3      | 18ª       |

### Donne
| Evento                                                       | Atleta             | Penalità    | Tempo d'arrivo | Posizione |
| ------------------------------------------------------------ | ------------------ | ----------- | -------------- | --------- |
| Lora Hristova                                                | 7,5 km sprint      | 4 (3+1)     | 26'27"7        | 89ª       |
| Daniela Kadeva                                               | 7,5 km sprint      | 1 (1+0)     | 24'33"1        | 84ª       |
| Milena Todorova                                              | 7,5 km sprint      | 1 (1+0)     | 22'15"4        | 17ª       |
| Maria Zdravkova                                              | 7,5 km sprint      | 1 (0+1)     | 24'39"1        | 78ª       |
| Milena Todorova                                              | 10 km inseguimento | 6 (0+0+2+4) | 39'20"6        | 31ª       |
| Daniela Kadeva                                               | 15 km individuale  | 8 (4+1+2+1) | 59'30"4        | 86ª       |
| Milena Todorova                                              | 15 km individuale  | 5 (0+2+0+3) | 50'14"9        | 52ª       |
| Maria Zdravkova                                              | 15 km individuale  | 1 (0+1+0+0) | 50'13"1        | 50ª       |
| Lora Hristova Daniela Kadeva Milena Todorova Maria Zdravkova | Staffetta 4x6 km   | 8 (1+7)     | LAP            | 18ª       |

### Misto
| Atleta                                                            | Evento           | Penalità | Tempo d'arrivo | Posizione |
| ----------------------------------------------------------------- | ---------------- | -------- | -------------- | --------- |
| Vladimir Iliev Dimitar Gerdzhikov Milena Todorova Maria Zdravkova | Staffetta 4x6 km | 12 (3+9) | LAP            | 19ª       |

## Pattinaggio di figura
| Evento           | Atleta    | Programma corto | Programma corto | Programma libero | Programma libero | Totale | Totale    |
| Evento           | Atleta    | Punti           | Posizione       | Punti            | Posizione        | Punti  | Posizione |
| ---------------- | --------- | --------------- | --------------- | ---------------- | ---------------- | ------ | --------- |
| Alexandra Feigin | Femminile | 59,16           | 23ª Q           | 100,15           | 24ª              | 159,31 | 24ª       |

## Salto con gli sci
| Atleta             | Evento                      | Qualificazioni | Qualificazioni | Qualificazioni | Finale      | Finale      | Finale      | Finale          | Finale          | Finale          | Finale          | Finale          |
| Atleta             | Evento                      | Qualificazioni | Qualificazioni | Qualificazioni | Primo salto | Primo salto | Primo salto | Secondo salto   | Secondo salto   | Secondo salto   | Punti totali    | Posizione       |
| Atleta             | Evento                      | Lunghezza      | Punti          | Pos.           | Lunghezza   | Punti       | Pos.        | Lunghezza       | Punti           | Pos.            | Punti totali    | Posizione       |
| ------------------ | --------------------------- | -------------- | -------------- | -------------- | ----------- | ----------- | ----------- | --------------- | --------------- | --------------- | --------------- | --------------- |
| Vladimir Zografski | Trampolino normale maschile | 97,5 m         | 99,7           | 13º Q          | 99,0 m      | 126,7       | 24º Q       | 97,0 m          | 118,6           | 23º             | 245,3           | 22º             |
| Vladimir Zografski | Trampolino lungo maschile   | 117,0 m        | 95,6           | 37º Q          | 125,0 m     | 112,5       | 38º         | Non qualificato | Non qualificato | Non qualificato | Non qualificato | Non qualificato |

## Sci alpino
| Atleta         | Evento                    | Tempo     | Tempo     | Tempo   | Posizione |
| Atleta         | Evento                    | 1ª manche | 2ª manche | Totale  | Posizione |
| -------------- | ------------------------- | --------- | --------- | ------- | --------- |
| Albert Popov   | Slalom speciale maschile  | 54"62     | 50"53     | 1'45"15 | 9º        |
| Kamen Zlatkov  | Slalom speciale maschile  | 55"66     | DNF       | DNF     | DNF       |
| Albert Popov   | Slalom gigante maschile   | 1'07"60   | 1'07"34   | 2'14"94 | 17º       |
| Eva Vukadinova | Slalom speciale femminile | 1'00"71   | DNF       | DNF     | DNF       |
| Eva Vukadinova | Slalom gigante femminile  | 1'05"58   | 1'05"88   | 2'11"46 | 36ª       |

## Sci di fondo
La Bulgaria aveva qualificato uno sciatore di fondo. Il Comitato olimpico bulgaro aveva nominato Simeon Deyanov, ma è stato escluso dalle Olimpiadi dopo essere risultato positivo al COVID-19.

## Slittino
| Atleta        | Evento           | 1ª manche | 1ª manche | 2ª manche | 2ª manche | 3ª manche | 3ª manche | 4ª manche       | 4ª manche       | Totale   | Totale    |
| Atleta        | Evento           | Tempo     | Posizione | Tempo     | Posizione | Tempo     | Posizione | Tempo           | Posizione       | Tempo    | Posizione |
| ------------- | ---------------- | --------- | --------- | --------- | --------- | --------- | --------- | --------------- | --------------- | -------- | --------- |
| Pavel Angelov | Singolo maschile | 59"555    | 29º       | 59"753    | 29º       | 59"545    | 29º       | Non qualificato | Non qualificato | 2'58"853 | 28º       |

## Snowboard
| Atleta          | Evento                            | Qualificazioni | Qualificazioni | Ottavo di finale | Quarto di finale | Semifinale      | Finale          |
| Atleta          | Evento                            | Tempo          | Pos.           | Avversario       | Avversario       | Avversario      | Avversario      |
| --------------- | --------------------------------- | -------------- | -------------- | ---------------- | ---------------- | --------------- | --------------- |
| Radoslav Jankov | Slalom gigante parallelo maschile | 1'22"48        | 15º Q          | Karl P +0"36     | Non qualificato  | Non qualificato | Non qualificato |